# 582910 Tormazsófia
582910 Tormazsófia è un asteroide della fascia principale. Scoperto nel 2011, presenta un'orbita caratterizzata da un semiasse maggiore pari a 2,376167 UA e da un'eccentricità di 0,163370, inclinata di 9,846533° rispetto all'eclittica.
È dedicato a Zsófia Torma, archeologa ungherese.